# Valentí Massana
Valentí Massana Gracia, né le 5 juillet 1970 à Viladecans, est un athlète espagnol (catalan), spécialiste de la marche. Il s'est consacré aussi bien au 20 km marche qu'au 50 km.

## Biographie
Après avoir brillé au niveau international avec trois podiums en catégorie junior, Massana remporte en 1993 la médaille d'or du 20 km marche des Championnats du monde de Stuttgart avec le temps de 1 h 22 min 31 s. L'année précédente, il avait été disqualifié sur le 20 km, peu avant d'entrer dans le stade olympique de Montjuïc à Barcelone. Il défend son titre mondial deux ans plus tard à Göteborg et obtient l'argent, en terminant 24 secondes derrière l'Italien Michele Didoni.
En 1996, il s'aligne sur les deux distances. Après une 20e place sur 20 km, il prend sa revanche sur le 50 km avec une médaille de bronze, sa seule médaille olympique puisqu'il échouera à la 4e place en 2000.
Il détient le record d'Espagne du 50 km en 3 h 38 min 43 s à Orense en 1994.

### Palmarès
| Date              | Compétition     | Lieu       | Résultat | Épreuve                       | Performance     |
| ----------------- | --------------- | ---------- | -------- | ----------------------------- | --------------- |
| 7 août 1987       | 10 000 m marche | Birmingham | 2e       | Championnats d'Europe juniors | 41 min 26 s 51  |
| 29 juillet 1988   | 10 000 m marche | Sudbury    | 2e       | Championnats du monde juniors | 41 min 33 s 95  |
| 25 août 1989      | 10 000 m marche | Varaždin   | 1er      | Championnats d'Europe juniors | 40 min 14 s 17  |
| 28 août 1990      | 20 km marche    | Split      | 5e       | Championnats d'Europe         | 1 h 23 min 53 s |
| 24 août 1991      | 20 km marche    | Tokyo      | 5e       | Championnats du monde         | 1 h 20 min 29 s |
| 15 août 1993      | 20 km marche    | Stuttgart  | 1er      | Championnats du monde         | 1 h 22 min 31 s |
| 7 août 1994       | 20 km marche    | Helsinki   | 3e       | Championnats d'Europe         | 1 h 20 min 33 s |
| 6 août 1995       | 20 km marche    | Göteborg   | 2e       | Championnats du monde         | 1 h 20 min 23 s |
| 2 août 1996       | 50 km marche    | Atlanta    | 3e       | Jeux olympiques               | 3 h 44 min 19 s |
| 18 août 1998      | 20 km marche    | Budapest   | 9e       | Championnats d'Europe         | 1 h 23 min 46 s |
| 25 août 1999      | 50 km marche    | Séville    | 4e       | Championnats du monde         | 3 h 51 min 55 s |
| 29 septembre 2000 | 50 km marche    | Sydney     | 4e       | Jeux olympiques               | 3 h 46 min 1 s  |
| 11 août 2001      | 50 km marche    | Edmonton   | 6e       | Championnats du monde         | 3 h 48 min 28 s |

#### National
- 6 titres au 20 km marche (de 1991 à 1995 et en 1997)
- 4 titres au 50 km marche (de 1993 à 1996)[2]

### Records
| Épreuve      | Performance          | Lieu       | Date         |
| ------------ | -------------------- | ---------- | ------------ |
| 20 km marche | 1 h 19 min 25 s      | La Corogne | 6 juin 1992  |
| 50 km marche | 3 h 38 min 43 s (RN) | Orense     | 20 mars 1994 |